# El Coyol, Tuxpan
El Coyol är en ort i Mexiko.   Den ligger i kommunen Tuxpan och delstaten Veracruz, i den sydöstra delen av landet, 230 km nordost om huvudstaden Mexico City. El Coyol ligger 47 meter över havet och antalet invånare är 195.
Terrängen runt El Coyol är platt. Runt El Coyol är det ganska tätbefolkat, med 172 invånare per kvadratkilometer. Närmaste större samhälle är Alto Lucero, 19,7 km norr om El Coyol. Trakten runt El Coyol består till största delen av jordbruksmark.